# Tuđemir, knez Duklje
Tuđemir (ili Trpimir) je bio knez Duklje, Travunije i Zahumlja tijekom desetog stoljeća .

## Život
Tuđemir je bio sin kneza Silvester koji se iz prognanstva popeo na prijestolje. Kraj njegove vladavine pada početkom vladavine Bazilija II. i Bugarsko-Bizantskih ratova cara Samuila. Tuđemir će biti naslijeđen od svog sina Hvalimira.